# Christophe Brandt

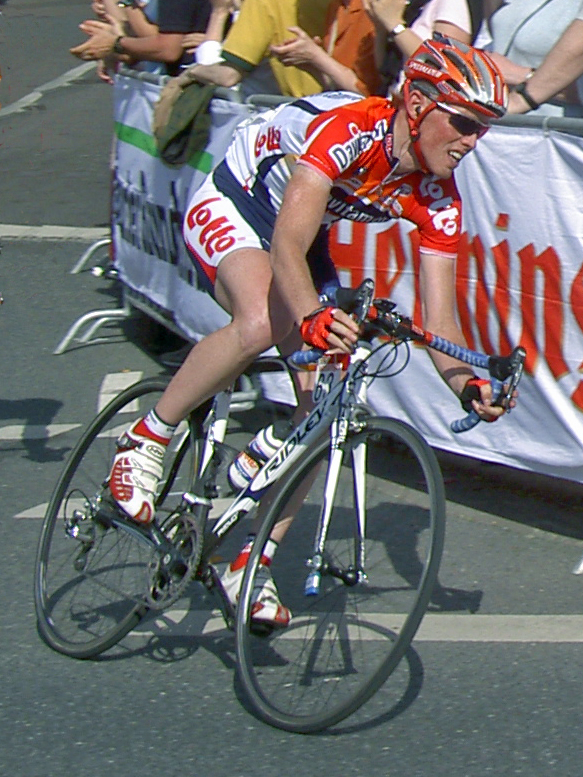
Christophe Brandt 2005

Christophe Brandt (Luik, 6 mei 1977) is een Belgisch voormalig wielrenner die momenteel als ploegleider werkt.

## Carrière
Brandt werd prof in 1999 bij het Italiaanse Saeco. Zonder grote uitslagen te rijden viel Brandt op als een renner die behoorlijk goed in de bergen meekon, wat hem na twee jaar een contract bij Lotto - Domo, de voorloper van Davitamon - Lotto opleverde. Ook hier viel Brandt aanvankelijk vooral op bij de kenners, met een overwinning in de Druivenkoers van 2002 (wat achteraf zijn enige profzege is gebleken).
In de Ronde van Italië van 2004 werd Brandt echter verrassend veertiende en hij kwam dan ook met hoge verwachtingen naar de Ronde van Frankrijk van dat jaar. Tijdens de tweede etappe werd echter een te hoog gehalte methadon in zijn urine vastgesteld. Brandt werd wegens vermeend dopinggebruik uit de Ronde gezet en meteen door zijn ploeg ontslagen. In tweede instantie sprak de Belgische bond hem echter vrij omdat vanwege het relatief lage gehalte methadon het onwaarschijnlijk werd geacht dat de methadon bewust is ingenomen. Brandt mocht terugkeren bij zijn ploeg, waarvoor hij tot het einde van zijn carrière in 2010 bleef rijden.
Brandt en zijn vriendin Allison hebben samen een dochter, geboren in 2003.
Op 29 augustus 2006 kwam hij zwaar ten val tijdens de Schaal Sels in Merksem. De balans was zwaar: een gescheurde milt, bovenarm gebroken en gedeeltelijk verbrijzeld, vier ribben gebroken met als gevolg een longperforatie en een klaplong. Hij werd onmiddellijk overgebracht naar het Jan Palfijn-ziekenhuis te Merksem waar hij na een spoedoperatie enige tijd in coma werd gehouden. Een van zijn nieren moest verwijderd worden.
In oktober 2010 reed hij met de Ronde van Lombardije zijn laatste profkoers.
Inmiddels is Brandt werkzaam als ploegleider bij Wallonie Bruxelles-Group Protect.

## Belangrijkste resultaten
2001
- 3e in Japan Cup
- 7e in GP van Isbergues

2002
- 1e in Druivenkoers Overijse
- 3e in jongerenklassement Ronde van Frankrijk
- 9e in eindklassement Ronde van Picardië
- 10e in GP van Isbergues

2003
- 3e in Druivenkoers
- 9e in Ronde van Hessen

2004
- 5e in Parijs - Correze
- 6e in eindklassement Ronde van Rijnland-Palts

2005
- 7e in Belgisch kampioenschap wielrennen
- 10e in Rund um den Henninger-Turm
- 10e in GP van Isbergues

2007
- etappe 1b Internationale Wielerweek (ploegentijdrit)
- 9e in GP Pino Cerami
- 10e in Ronde van het Waalse Gewest

## Resultaten in voornaamste wedstrijden
| Jaar | Ronde van Italië | Ronde van Frankrijk | Ronde van Spanje |
| ---- | ---------------- | ------------------- | ---------------- |
| 2000 |                  |                     |                  |
| 2001 | 42e              |                     |                  |
| 2002 |                  | 35e                 |                  |
| 2003 |                  | 52e                 |                  |
| 2004 | 14e              | opgave              |                  |
| 2005 | 33e              | 56e                 |                  |
| 2006 | opgave           | 39e                 |                  |
| 2007 |                  |                     | 132e             |
| 2008 |                  | opgave              |                  |
| 2009 | 70e              |                     | 125e             |
| 2010 |                  |                     |                  |

| Jaar | Milaan-San Remo | Parijs-Roubaix | Amstel Gold Race | Luik-Bast.‑Luik | Ronde van Lombardije | Waalse Pijl | Eschborn-Frankfurt |  | WK op de weg |  | Wereldranglijsten |
| ---- | --------------- | -------------- | ---------------- | --------------- | -------------------- | ----------- | ------------------ |  | ------------ |  | ----------------- |
| 2000 |                 | opgave         |                  | 57e             |                      | 84e         |                    |  |              |  |                   |
| 2001 | 59e             |                | opgave           | 102e            | 35e                  | 60e         |                    |  | 71e          |  | 41e (UWB)         |
| 2002 | 127e            |                | 19e              | 51e             |                      | 120e        |                    |  |              |  |                   |
| 2003 |                 |                |                  | 45e             | 33e                  | 72e         | 29e                |  | 54e          |  |                   |
| 2004 |                 |                |                  | 64e             | 41e                  | 44e         | 25e                |  |              |  |                   |
| 2005 |                 |                | 18e              | 16e             |                      | 15e         | 10e                |  |              |  | 159e (UPT)        |
| 2006 | 87e             |                | 38e              | 66e             |                      | 40e         |                    |  |              |  |                   |
| 2007 |                 |                |                  | opgave          | 65e                  |             |                    |  |              |  |                   |
| 2008 | opgave          |                | 35e              | 41e             |                      | 46e         | 26e                |  |              |  |                   |
| 2009 |                 |                |                  | 83e             | 100e                 | 134e        | 17e                |  |              |  |                   |
| 2010 |                 |                | 73e              | 77e             | opgave               | opgave      |                    |  |              |  |                   |

## Ploegen
- 1999-Saeco Macchine per Caffé-Cannondale (stagiair)
- 2000-Saeco Macchine per Caffé-Valli&Valli
- 2001-Lotto-Adecco
- 2002-Lotto-Adecco
- 2003-Lotto-Domo
- 2004-Lotto-Domo
- 2005-Davitamon-Lotto
- 2006-Davitamon-Lotto
- 2007-Predictor-Lotto
- 2008-Silence-Lotto
- 2009-Silence-Lotto
- 2010-Omega Pharma-Lotto

Wielerploegen van Christophe Brandt
Andriotto · Calcaterra · China · Cipollini · Commesso · Dufaux · Fagnini · Frigo · Galletti · Guerra · Kokorine · Mazzoleni · Meier · Mori · Morscher · Petito · Pugaci · Savoldelli · Scirea · Secchiari · Traversoni · Brandt (stagiair) · Evans (stagiair) · Testi (stagiair)
Atienza · Brandt · Calcaterra · China · Cipollini · Commesso · Conte · Dufaux · Galletti · Guerra · Ludewig · Meier · Mori · Nitsche · Padrnos · Pate · Pieri · Pugaci · Savoldelli · Scirea · Secchiari · Wegmann · Davidson (stagiair) · Elmiger (stagiair) · Obrist (stagiair)
Aerts · Baguet · Blijlevens · Braikia · Brandt · D'Hollander · De Clercq · De Waele · Eeckhout · Gardeyn · Marichal · Michajlov · Paulissen · Tchmil · Van de Wouwer · Van Dyck · van Gulik · Van Hyfte · Van Lancker · Van Speybroeck · I. Verbrugghe · R. Verbrugghe · Vermaut · Amorison (stagiair) · Van Huffel (stagiair) · Van Impe (stagiair)
Aerts · Amorison · Baguet · Braikia · Brandt · D'Hollander · De Clercq · Detilloux · Eeckhout · Gardeyn · Marichal · McEwen · Michajlov · Stremersch · Tchmil · Van de Wouwer · Van Dijk · van Gulik · Van Impe · Van Lancker · Van Petegem · Van Speybroeck · I. Verbrugghe · R. Verbrugghe · Vermaut · Vierhouten · Caethoven (stagiair) · D'Haese (stagiair) · Van der Slagmolen (stagiair)
Baguet · Brandt · D'Hollander · De Clercq · Detilloux · Eeckhout · Gardeyn · Gates · Hoste · Marichal · McEwen · Merckx · Moerenhout · Steegmans · van Bon · Van Dijk · Van Impe · Van Petegem · Vansevenant · I. Verbrugghe · R. Verbrugghe · Vierhouten
Baguet · Brandt · D'Hollander · De Clercq · Detilloux · Eeckhout · Gardeyn · Gates · Hoste · Marichal · McEwen · Merckx · Moerenhout · Steegmans · van Bon · Van Dijk · Van Impe · Van Petegem · Vansevenant · I. Verbrugghe · R. Verbrugghe · Vierhouten · Wadecki
Aerts · Amorison · Ardila · Baguet · Brandt · De Vocht · Dockx · Evans · Gates · Kuyckx · Leukemans · Mattan · McEwen · Merckx · Moerenhout · Rodriguez · Roesems · Steegmans · Steels · van Bon · Van Hecke · Van Huffel · Van Petegem · Vansevenant · Vansummeren · Vierhouten · Vogels · Henrion (stagiair) · Meersman (stagiair)
Aerts · Brandt · De Vocht · Dockx · Evans · Gates · Horner · Ingels · Jufré · Kaisen · Kuyckx · Leukemans · Mattan · McEwen · Mertens · Rodriguez · Roesems · Sanderson · Steegmans · Steels · van Bon · Van Hecke · Van Huffel · Van Petegem · Vansevenant · Vansummeren · Vogels · Devenyns (stagiair) · Schets (stagiair) · Van Braeckel (stagiair)
Aerts · Brandt · Cioni · Cornu · Devenyns · De Vocht · Dockx · Evans · Gates · Horner · Hoste · Ingels · Jufré · Kaisen · Leukemans · Lloyd · McEwen · Mertens · Rodriguez · Roesems · Sentjens · Steels · Steurs · Van Avermaet · Van Hecke · Van den Broeck · Van Huffel · Vansevenant · Vansummeren · Zanini
Aerts · Bileka · Brandt · Cioni · Cornu · De Greef · Devenyns · De Vocht · D'Hollander · Dockx · Evans · Gardeyn · Gates · Hoste · Jacobs · Kaisen · Lloyd · McEwen · Popovytsj · Roelandts · Roesems · Sentjens · Steurs · Tjallingii · Van Avermaet · Van den Broeck · Van Huffel · Vansevenant · Vansummeren
Aerts · Brandt · Cretskens · De Greef · Dehaes · Dekker · Delage · D'Hollander · Dockx · Elijzen · Evans  · Gardeyn · Gilbert · Hoste · Jacobs · Kaisen · Lang · Ljungblad · Lloyd · Roelandts · Scheirlinckx · Sentjens · Stubbe · Van Avermaet · Van den Broeck · Vanendert · Vansummeren · Wegelius · Blythe (stagiair) · Boeckmans (stagiair) · Eijssen (stagiair)
Aerts · Bakelants · Blythe · Brandt · Cretskens · De Greef · Dehaes · Delage · D'Hollander · Elijzen · Gilbert · Hoste · Kaisen · Lang · Ljungblad · Lloyd · Löwik · Moreno · Péraud · Roelandts · Scheirlinckx · Stubbe · Van Avermaet · Van den Broeck · Vanendert · Van Goolen · Wegelius · De Winter (stagiair) · Debusschere (stagiair) 